# One More Car, One More Rider
One More Car, One More Rider es un doble álbum en directo del músico británico Eric Clapton, publicado por la compañía discográfica Reprise Records en noviembre de 2002. El álbum contiene canciones interpretadas durante la gira Reptile World Tour y grabadas durante dos noches en el Staples Center de Los Ángeles (California) los días 18 y 19 de agosto de 2001. Durante la gira, Clapton contó con la colaboración de Andy Fairweather-Low, Steve Gadd, Nathan East, Billy Preston, Greg Phillinganes y David Sancious.
One More Car, One More Rider fue también publicado en formato DVD con una canción extra, «Will It Go Round in Circles», interpretada por Billy Preston, que no fue incluida en el CD.

## Lista de canciones
| CD: Disco uno |                      |                                               |          |  |
| N.º           | Título               | Escritor(es)                                  | Duración |  |
| 1.            | «Key to the Highway» | Broonzy, Charles Segar                        | 3:41     |  |
| 2.            | «Reptile»            | Eric Clapton                                  | 6:00     |  |
| 3.            | «Got You on My Mind» | Howard Biggs, Joe Thomas                      | 3:51     |  |
| 4.            | «Tears in Heaven»    | Clapton, Will Jennings                        | 4:34     |  |
| 5.            | «Bell Bottom Blues»  | Eric Clapton                                  | 5:02     |  |
| 6.            | «Change the World»   | Gordon Kennedy, Wayne Kirkpatrick, Tommy Sims | 6:16     |  |
| 7.            | «My Father's Eyes»   | Eric Clapton                                  | 8:34     |  |
| 8.            | «River of Tears»     | Eric Clapton, Simon Climie                    | 9:00     |  |
| 9.            | «Goin' Down Slow»    | Saint Louis Jimmy                             | 5:34     |  |
| 10.           | «She's Gone»         | Clapton, Climie                               | 7:01     |  |

| CD: Disco dos |                               |                                       |          |  |
| N.º           | Título                        | Escritor(es)                          | Duración |  |
| 1.            | «I Want a Little Girl»        | Murray Mencher, Billy Moll            | 4:40     |  |
| 2.            | «Badge»                       | Eric Clapton, George Harrison         | 6:02     |  |
| 3.            | «Hoochie Coochie Man»         | Willie Dixon                          | 4:30     |  |
| 4.            | «Have You Ever Loved a Woman» | Billy Myles                           | 7:53     |  |
| 5.            | «Cocaine»                     | JJ Cale                               | 4:20     |  |
| 6.            | «Wonderful Tonight»           | Eric Clapton                          | 6:42     |  |
| 7.            | «Layla»                       | Eric Clapton, Jim Gordon              | 9:16     |  |
| 8.            | «Sunshine of Your Love»       | Peter Brown, Jack Bruce, Eric Clapton | 7:11     |  |
| 9.            | «Over the Rainbow»            | Harold Arlen, E. Y. Harburg           | 6:33     |  |

| DVD |                               |                                               |          |  |
| N.º | Título                        | Escritor(es)                                  | Duración |  |
| 1.  | «Key to the Highway»          | Broonzy, Charles Segar                        | 3:41     |  |
| 2.  | «Reptile»                     | Eric Clapton                                  | 5:59     |  |
| 3.  | «Got You on My Mind»          | Howard Biggs, Joe Thomas                      | 3:51     |  |
| 4.  | «Tears in Heaven»             | Clapton, Will Jennings                        | 4:34     |  |
| 5.  | «Bell Bottom Blues»           | Eric Clapton                                  | 5:02     |  |
| 6.  | «Change the World»            | Gordon Kennedy, Wayne Kirkpatrick, Tommy Sims | 6:16     |  |
| 7.  | «My Father's Eyes»            | Eric Clapton                                  | 8:34     |  |
| 8.  | «River of Tears»              | Eric Clapton, Simon Climie                    | 8:59     |  |
| 9.  | «Goin' Down Slow»             | Saint Louis Jimmy                             | 5:34     |  |
| 10. | «She's Gone»                  | Clapton, Climie                               | 6:58     |  |
| 11. | «I Want a Little Girl»        | Murray Mencher, Billy Moll                    | 4:38     |  |
| 12. | «Badge»                       | Eric Clapton, George Harrison                 | 6:02     |  |
| 13. | «Hoochie Coochie Man»         | Willie Dixon                                  | 4:30     |  |
| 14. | «Have You Ever Loved a Woman» | Billy Myles                                   | 7:53     |  |
| 15. | «Cocaine»                     | JJ Cale                                       | 4:20     |  |
| 16. | «Wonderful Tonight»           | Eric Clapton                                  | 6:42     |  |
| 17. | «Layla»                       | Eric Clapton, Jim Gordon                      | 9:16     |  |
| 18. | «Will It Go Round in Circles» | Billy Preston                                 | 3:31     |  |
| 19. | «Sunshine of Your Love»       | Peter Brown, Jack Bruce, Eric Clapton         | 7:11     |  |
| 20. | «Over the Rainbow»            | Harold Arlen, E. Y. Harburg                   | 6:33     |  |

## Personal
- Eric Clapton – guitarra y voz.
- Billy Preston – órgano Hammond, teclados y voz.
- Steve Gadd – batería.
- David Sancious – melódica, guitarra, teclados y coros.
- Nathan East – bajo y coros.
- Andy Fairweather-Low – guitarra y coros.

## Posición en listas
| Lista (2002–03)                                | Posición |
| ---------------------------------------------- | -------- |
| Alemania (Media Control Charts)                | 21       |
| Austria (Ö3 Austria)                           | 37       |
| Bélgica (Ultratop valona)                      | 37       |
| Dinamarca (Hitlisten Music DVD)                | 5        |
| Estados Unidos (Billboard 200)                 | 43       |
| Estados Unidos (Billboard Top Internet Albums) | 102      |
| Estados Unidos (Billboard Top Music Videos)    | 8        |
| Francia (SNEP)                                 | 73       |
| Italia (FIMI)                                  | 33       |
| Japón (Oricon)                                 | 9        |
| Noruega (VG-lista)                             | 15       |
| Reino Unido (UK Albums Chart)                  | 69       |
| Suecia (Sverigetopplistan)                     | 40       |
| Suecia (Sverigetopplistan Music DVD)           | 1        |
| Suiza (Schweizer Hitparade)                    | 26       |